# Los momos
Los momos es el nombre con el que se conoce al grupo de siete individuos que simbolizan los siete pecados capitales en la Danza conocida como de La Moma e interpretada en la festividad de Corpus de Valencia, en la que se representa la lucha de la Virtud contra el pecado.

## Historia
El baile de los momos parece tener origen francés, aunque llegó a la Península a mediados del siglo XV, ya que existe documentación de su participación en la celebración de la entrada de Juan II y su esposa en Valencia para la jura de Els Furs en 1459. En esta época el baile estaba unido a celebraciones civiles, aunque a partir de 1544 se tiene constancia documental de su participación en la festividad de Corpus de Valencia, unida en ese momento a las rocas.
Entre estas rocas, se tiene documentación que atestigua las había representando el Infierno y el Juicio, y se piensa debían tener música y danzas, porque en la documentación existente sobre los gastos de las celebraciones por la visita a la ciudad de Carlos I en 1528; en la cuenta de gastos de 1533 se cita el pago de cuatro ducados a los músicos que tocaban en dichas Rocas. También se cree que dichas danzas podían ir acompañadas de pantomimas. La danza de los momos debía formar parte de ellas, así, los Momos, eran danzantes o mojigangueros de carácter maligno, por salir en la Roca del Infierno, sobre la cual los momos han bailado hasta principios de este siglo.
Los momos llevan una vestimenta muy original: se calzan con alpargatas de careta sobre unas medias blancas. Los calzones son cortos en color negro con bandas horizontales  amarillas, y conjuntan con una blusa ancha de terciopelo granate con una abertura frontal hasta medio cuerpo, con decoración orlada de un volante amarillo que se extiende también por el cuello. El blusón va decorado con unas hojas y ramas de color negro, superpuestas sobre las mangas y orilla inferior. Al igual que la Moma llevan el rostro y la cabeza cubiertos, pero en esta ocasión el antifaz en negro, y la cabeza está tocada con un gorro ancho en forma de capuchón con adornos de volantes de las mismas características que el del cuello de la blusa pero de diferentes colores. Del capuchón por la  parte de atrás sobre sale, tapando el cuello y llegando a la espalda, una especie de trapecio de tela amarilla, con forro rojo, orlado con volante amarillo (como el de la blusa), decorado en el centro del trapecio con una figura o quimera de color negro, alusiva a cada uno de los pecados capitales. Como complemento llevan en su mano derecha un palo de unos 90 cm de largo y en la izquierda unas castañuelas.